# Grammitis blepharidea
Grammitis blepharidea là một loài dương xỉ trong họ Polypodiaceae. Loài này được Copel. Stolze mô tả khoa học đầu tiên năm 1993.